# توماس روبنسون (سياسي)
توماس روبنسون (بالإنجليزية: Thomas Robinson)‏ هو سياسي بريطاني، ولد في 1950.